# Morlincourt
Morlincourt ist eine französische Gemeinde mit 513 Einwohnern (Stand: 1. Januar 2022) im Département Oise in der Region Hauts-de-France. Sie gehört zum Arrondissement Compiègne und zum Gemeindeverband Pays Noyonnais. 

## Geografie
Morlincourt liegt im Pays Noyonnais etwa 32 Kilometer nordöstlich von Compiègne an der Oise und am Canal latéral à l’Oise. Umgeben wird Morlincourt von den Nachbargemeinden Salency im Norden und Nordosten, Varesnes im Osten und Südosten, Pontoise-lès-Noyon im Süden sowie Noyon im Süden und Westen.

## Bevölkerungsentwicklung
| Jahr                       | 1962 | 1968 | 1975 | 1982 | 1990 | 1999 | 2006 | 2018 |
| -------------------------- | ---- | ---- | ---- | ---- | ---- | ---- | ---- | ---- |
| Einwohner                  | 250  | 280  | 284  | 356  | 490  | 526  | 490  | 540  |
| Quellen: Cassini und INSEE |      |      |      |      |      |      |      |      |

## Sehenswürdigkeiten
- Kirche Saint-Étienne aus dem Jahre 1757

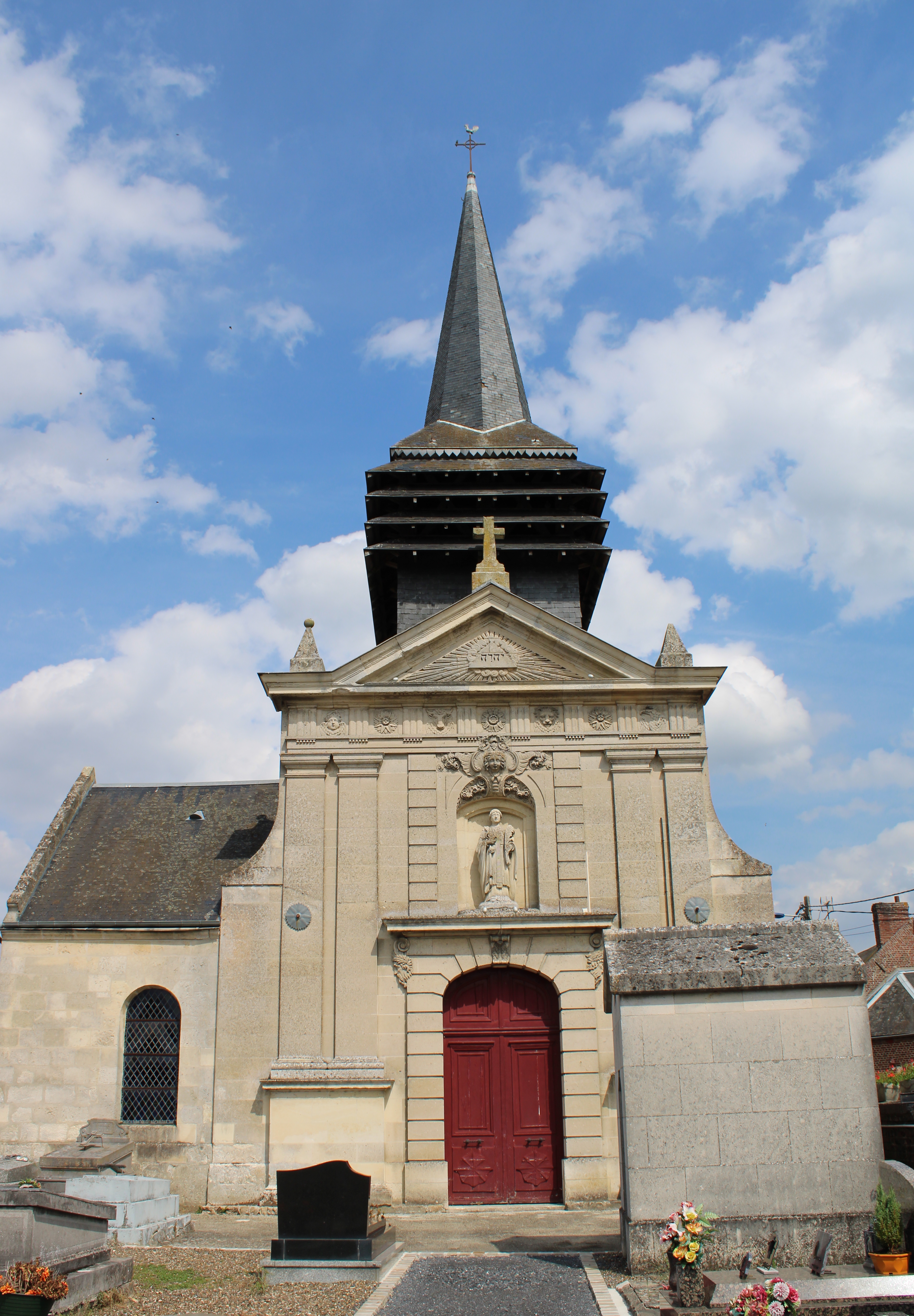
Kirche Saint-Étienne